# Lieve Ducatteeuw
Godelieve (Lieve) Ducatteeuw (20 maart 1949) is een voormalige Belgische atlete, die gespecialiseerd was in de sprint. Zij nam eenmaal deel aan de Europese kampioenschappen en veroverde op twee verschillende onderdelen drie Belgische titels.

## Biografie
Ducatteeuw veroverde in 1968 en 1969 twee opeenvolgende Belgische titels op de 200 m. Ze nam op dat nummer ook deel aan de Europese kampioenschappen van 1969 in Athene, waar ze opgaf in de halve finale. In 1972 behaalde ze de Belgische titel op de 400 m.
Ducatteeuw evenaarde zowel in 1968 met 12,0 s als in 1969 met 11,9 het Belgisch record van Rosika Verberckt op de 100 m. In 1972 evenaarde ze met 11,8 dat van Francine Van Assche. In zes verbeteringen bracht ze tussen 1968 en 1969 het record op de 200 m van 25,5 s naar 24,4. In 1970 verbeterde ze het Belgisch record op de 400 m van Francine Peyskens naar 56,4 s.

### Clubs
Ducatteeuw was aangesloten bij Waregem AC.

## Belgische kampioenschappen
| Onderdeel | Jaar       |
| --------- | ---------- |
| 200 m     | 1968, 1969 |
| 400 m     | 1972       |

## Persoonlijke records
| Onderdeel | Prestatie      | Datum            | Plaats                 |
| --------- | -------------- | ---------------- | ---------------------- |
| 100 m     | 11,8 s (ex-NR) | 11 augustus 1972 | Sint-Lambrechts-Woluwe |
| 200 m     | 24,4 s (ex-NR) | 20 juli 1969     | Waregem                |
| 400 m     | 54,5 s         | 6 augustus 1972  | Brussel                |

## Palmares

### 200 m
- 1968:  BK AC – 25,3 s
- 1969:  BK AC – 24,7 s
- 1969: DNF ½ fin. EK in Athene (25,0 s in reeksen)

### 400 m
- 1972:  BK AC – 54,5 s

## Onderscheidingen
- 1968: Grote Feminaprijs van de KBAB
- 1968: Sportfiguur van Waregem[1]